# June Park
June Park statisztikai település az USA Florida államában, Brevard megyében. Lakosainak száma 4283 fő (2020. április 1.).

## Népesség
A település népességének változása:

| 2010 | 4 094 |
| 2020 | 4 283 |